# Rosie Jones
Rosie Jones, née le 24 juin 1990 à Bridlington, est une humoriste, écrivaine et actrice britannique. Elle écrit régulièrement pour des talks-show. Elle est l'autrice et l'actrice d'un stand-up mettant en scène sa propre paralysie cérébrale au Edinburgh Festival Fringe.

## Biographie

### Enfance
Rosie Jones grandit à Bridlington et fréquente l'école Headlands,.

### Carrière
En 2011, Rosie Jones sort diplômée de l'Université de Huddersfield puis rejoint le Objective Media Group en tant que chercheuse junior dans le cadre d'un programme d'invalidité porté par la chaine de télévision britannique Channel 4. À la suite de cette première expérience professionnelle, elle reste quelques années au chômage. 
En janvier 2015, Rosie Jones s'inscrit à un cours d'écriture de scénario à la National Film and Television School. En 2016, elle atteint la finale des Funny Women Awards. Elle commence ensuite à écrire pour le talk-show The Last Leg lors de leur couverture des Jeux olympiques d'été de 2016. Elle écrit également pour Harry Hill's Alien Fun Capsule (en), Would I lie to you ? et 8 Out of 10 Cats Does Countdown (en),.
En mars 2022, Channel 4 commande une émission de cuisine intitulée Dine Hard, et un talk-show que Rosie Jones devrait présenter. Dans le même temps, ils annoncent la sortie d'un documentaire mettant en vedette Rosie Jones et devant aborder la question des préjugés sociétaux que subissent les personnes handicapées.

#### Ses diverses apparitions dans des émissions de télévision
- 2017 : 8 Out of 10 Cats
- 2018 : Silent Witness et The Last Leg (en)[8],[9].
- 2019 : Hypothetical (en) et 8 Out of 10 Cats Does Countdown, 8 Out of 10 Cats et The Last Leg[10],[11].
- 2020 : elle joue dans un épisode de la troisième série du drame de la BBC Shakespeare & Hathaway: Private Investigators (en)[12] et sur The News Quiz (en) sur la BBC Radio 4, présenté par Nish Kumar (en)[13]. Elle apparait également dans un épisode de Got Your Back (en) de Joe Lycett[14].

En 2020, Rosie Jones co-écrit avec Laurie Nunn l'épisode quatre de la deuxième saison de la comédie dramatique Sex Education. Le 12 novembre de la même année, elle est membre du panel de l'émission Question Time sur la chaîne BBC One,.
Enfin en mai 2021, Rosie Jones joue dans sa propre série, Trip Hazard: My Great British Adventure (en), sur la chaîne Channel 4. Tournée pendant la pandémie de Covid-19, la série la présente visitant un certain nombre de destinations touristiques britanniques, accompagnée par d'autres célébrités. En mars 2022, une deuxième série d'épisodes de cinq heures est commandée,. En 2021, elle apparaît aussi dans l'épisode "Sideshows, Stunts and Scavenger Hunts" de QI.

#### Ses participations à divers podcasts
Rosie Jones participe également à différents podcasts : The Guilty Feminist (en), The Last Leg: The Correspondents proposé par Channel 4, "Things Not to Say dans une série proposée par la chaîne BBC Three, Fred at the Stand de la BBC Radio 4 et la série Period Dramas sur la chaîne Web de la BBC,,,.
En juin 2019, Rosie Jones lance son propre podcast intitulé Daddy Look at Me, qu'elle anime aux côtés de la comédienne Helen Bauer (en). Le podcast consiste en une discussion informelle avec un invité au sujet de leur enfance et de ce qu'ils ont fait pour attirer l'attention dans leur jeunesse.

#### Écriture
En 2021, Rosie Jones écrit un roman pour enfants intitulé The Amazing Edie Eckhart. Le personnage principal, une fille de 11 ans atteinte de paralysie cérébrale, fait face à la pression de devoir entrer à l'école secondaire sans son ami de toujours et soutien Charlie. Elle commence l'écriture d'une suite romanesque par la publication d'un roman intitulé The Big Trip (en) le 18 août 2022,,,.

## Le registre de la comédie
Rosie Jones souffre d'une paralysie cérébrale. Elle est atteinte d'ataxie. Rosie Jones intègre son modèle de discours lent à sa façon de jouer, construisant des blagues pour subvertir la chute que le public attend,,. Par exemple, elle a utilisé la phrase d'ouverture "Comme vous pouvez le voir d'après ma voix, je souffre d'être du Nord" dans un de ses spectacles. Rosie Jones reprend souvent de manière inattendue des blagues précédentes dans ses nouvelles performances, un trait qu'un critique décrit comme « cliniquement planifié ». 
Elle décrit son style comme « effronté », commentant qu'elle fait des blagues que les personnes valides ne pourraient pas se permettre,. Les sujets de routine dans les sketchs de Rosie Jones se rapportent le plus souvent au handicap et à la sexualité, et sont qualifiées d'humour noir,.
En 2019, Rosie Jones reçoit un accueil mitigé pour une blague qu'elle a faite au sujet de Greta Thunberg où elle lui suggère qu'à son âge, la militante écologiste ne devrait se préoccuper que de « boire du Lambrini et se faire doigter ». 

### Stand-up
Rosie Jones a improvisé pour la première fois un stand-up lors d'une soirée comique chez un ami. En 2017, elle interprète un sketch intitulé Inspiration au Edinburgh Festival Fringe. Pendant 35 minutes, elle y raconte des anecdotes amusantes au sujet de son expérience des Jeux paralympiques d'été de 2016 : l'utilisation de toilettes pour handicapés, des commentaires sur les mots « handicapé » et « spastique ». Son sketch reçoit alors 3,5 étoiles dans Chortle et trois étoiles dans The List. Le journal britannique Metro la répertorie comme l'une des « 9 femmes hilarantes à surveiller en 2017 ».
En 2018, Rosie Jones présente au Festival Fringe d'Édimbourg un spectacle intitulé "Fifteen Minutes". Elle y parle d'une hypothétique "Rosie valide" et discute d'un fantasme sexuel sur Ryan Gosling. Ce nouveau spectacle reçoit 5 étoiles dans The Arts Desk et 4 étoiles dans iNews (en), Chortle (en),The Scotsman et Broadway World,,,,. Il est classé par le quotidien britannique Evening Standard comme l'un des dix « meilleurs spectacles d'humour à voir" au festival ». 

#### Ses apparitions dans des festivals d'humour
- 2018 : Greenwich Comedy Festival[39];
- 2019 : Spectacular, un événement unique pour Comic Relief; Women of the World Festival (en) 2019[40],[41].

## Vie privée et engagements
Rosie Jones est lesbienne. Sur le podcast de la BBC intitulé Sounds Duvet Days, elle a déclaré : « En grandissant, il n'y avait personne à la télévision ou à la radio qui me ressemblait – qui me ressemblait. Il y avait Francesca Martinez à Grange Hill, mais c'était vraiment la seule personne. Et aussi ma sexualité est entrée en jeu, comme quand il y avait une personne handicapée, elle était vraiment la victime et elle n'avait pas de sexualité, elle était vraiment la personne handicapée de base. Cela signifiait qu'en grandissant, je n'acceptais pas ma sexualité parce que je pensais que je n'étais pas gay et handicapée ». 
Rosie Jones a parlé des droits des personnes handicapées, décrivant l'intimidation qu'elle a elle-même subie dans sa vie quotidienne. Elle s'est dite préoccupée par la vulnérabilité particulière des personnes handicapées pendant la pandémie de COVID-19 et par la façon dont l'accent a été mis sur le virus affectant les personnes atteintes de maladies préexistantes, ce qui a pu conduire les personnes handicapées à être identifiées comme des "citoyens de seconde classe". Lors d'une interview qu'elle a donnée au journal The Guardian, elle a indiqué qu'elle aimerait « dans les prochaines années voir plus de comédiens, réalisateurs, producteurs, commissaires handicapés (...) J'espère que les personnes handicapées pourront me voir à la télévision et penser : si elle peut le faire, je peux le faire ».